# Устройство ввода-вывода

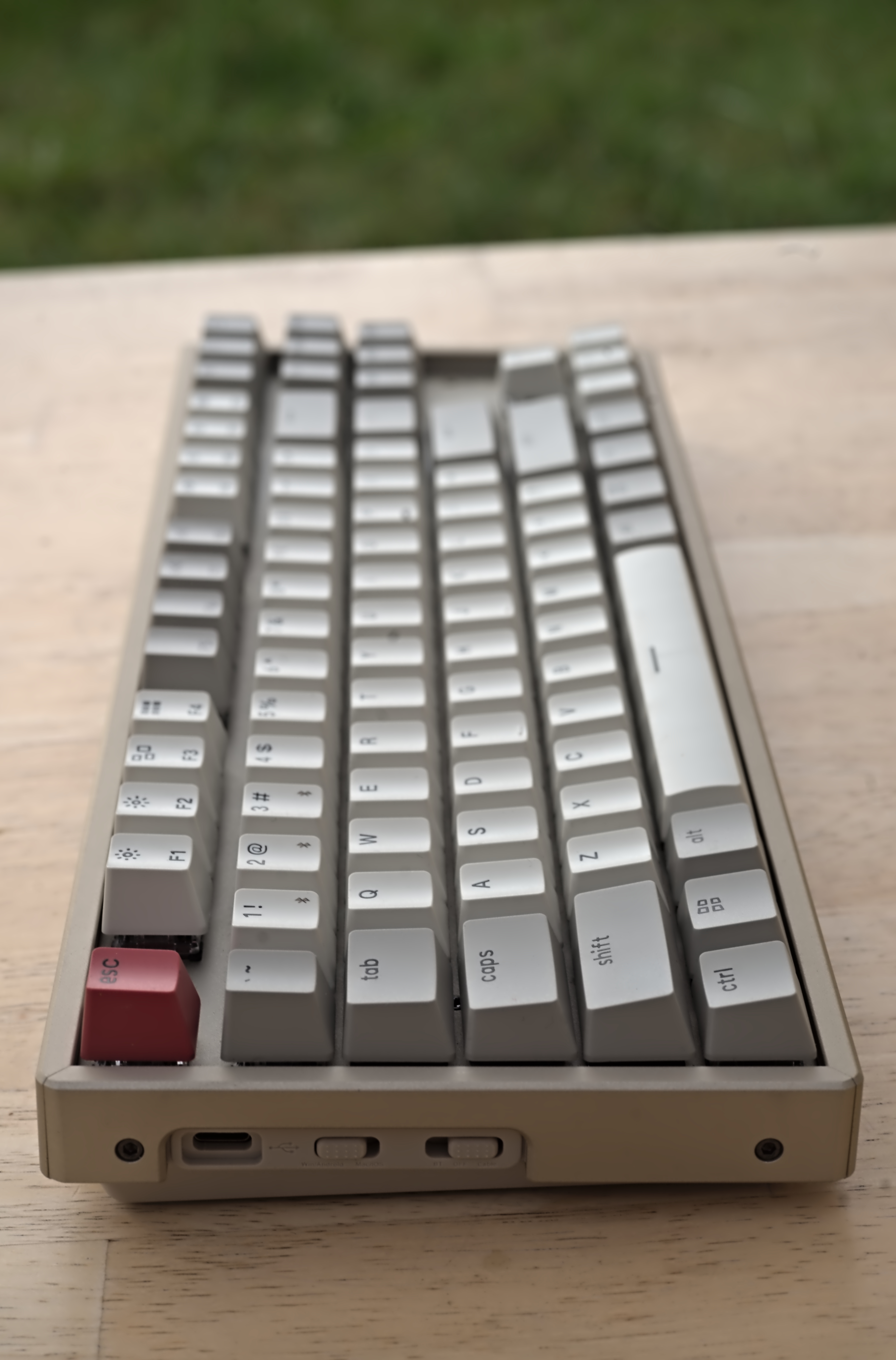
Клавиатура: пример устройства ввода

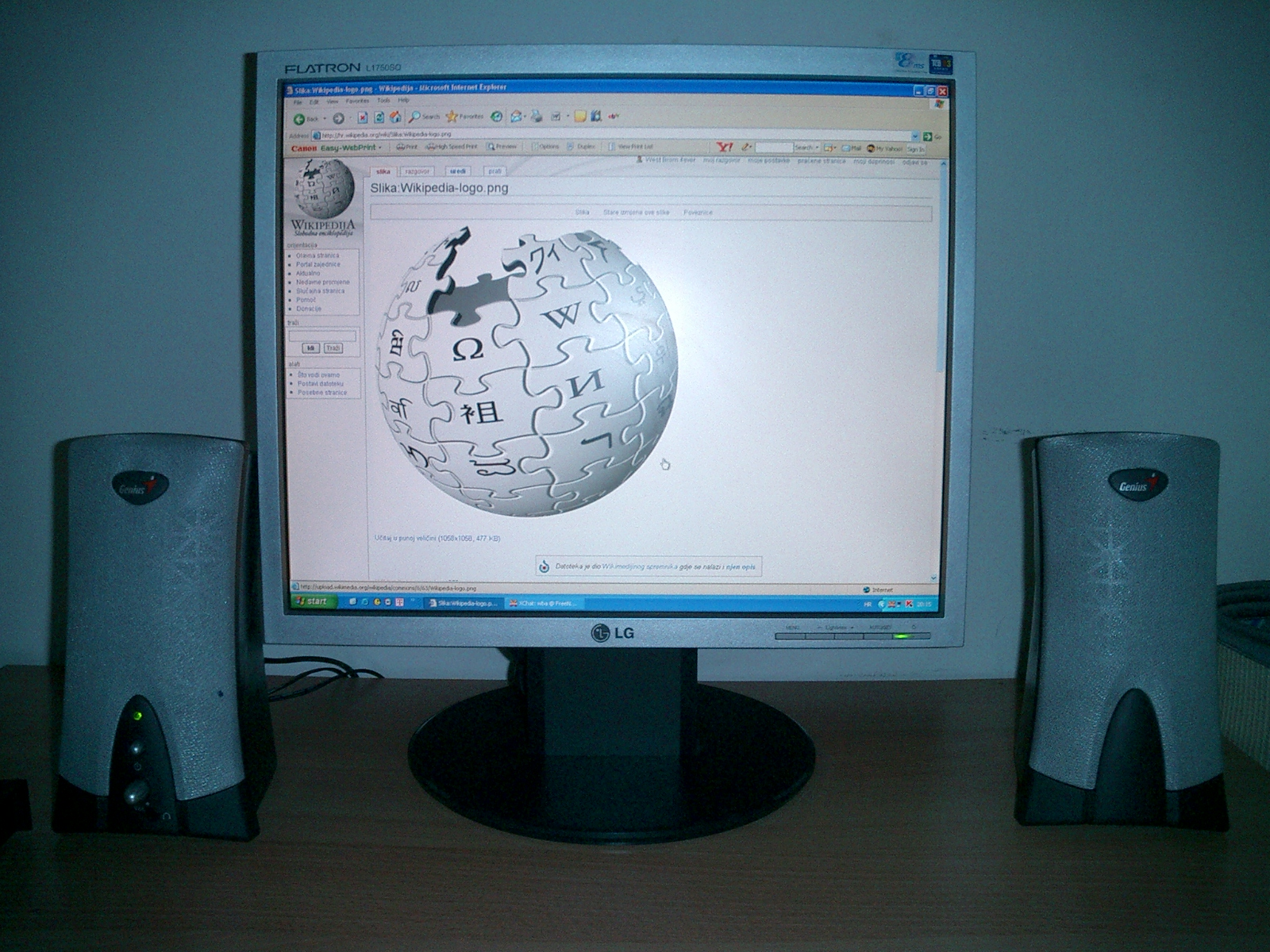
Колонки и монитор: пример устройств вывода

Устройство ввода-вы́вода информации — компонент типовой архитектуры ЭВМ, предоставляющий компьютеру возможность взаимодействия с «внешним миром» и, в частности, с пользователями.
Подразделяются на:

## Устройства ввода
Устройства ввода — это устройства, которые предназначены для передачи информации компьютеру.
- Клавиатура
- Мышь и тачпад
- Планшет
- Джойстик
- Сканер
- Цифровые фото, видеокамеры, веб-камеры
- Микрофон

## Устройства вывода
Устройства вывода — это преобразователи электрической цифровой информации в вид необходимый для получения требуемого результата, который может быть, как не электрической (механические, тепловые, оптические, звуковые), так и электрической природы (трансформаторы, нагреватели, электродвигатели, реле).
- Монитор
- Графопостроитель
- Принтер
- Акустическая система
- Проектор

## Устройства ввода-вывода
- Интерактивная доска
- Ленточный накопитель
- Дисковод
- Сетевая плата
- Модем
- Гаптоклон